# Tenagodus obtusiformis
Tenagodus obtusiformis is een slakkensoort uit de familie van de Siliquariidae. De wetenschappelijke naam van de soort is voor het eerst geldig gepubliceerd in 1905 door Martin.